# Bertil Albertsson
Ebbe Gustav Bertil Albertsson (ur. 1 września 1921 w Uppsali, zm. 3 marca 2008 w Upplands Väsby) – szwedzki lekkoatleta długodystansowiec, medalista olimpijski z 1948.
Do 1946 nosił nazwisko Andersson. Zdobył brązowy medal w biegu na 10 000 metrów podczas igrzysk olimpijskich w 1948 w Londynie. Na tych samych igrzyskach zajął 5. miejsce w biegu na 5000 metrów.
Wystąpił na mistrzostwach Europy w 1950 w Brukseli, gdzie zajął 10. miejsce w biegu na 5000 metrów, a biegu na 10 000 metrów nie ukończył. Na igrzyskach olimpijskich w 1952 w Helsinkach był 9. w biegu na 5000 metrów i 12. w biegu na 10 000 metrów.
Był dwukrotnym rekordzistą Szwecji w biegu na 10 000 metrów z czasami 30:05,2 (26 września 1947 w Södertälje) i 29:46,0 (14 października 1951 w Uppsali). Był pierwszym Szwedem, który przebiegł ten dystans poniżej 30 minut.
Był mistrzem Szwecji w biegu na 5000 metrów w latach 1947, 1949 i 1951-1953 oraz w biegu na 10 000 metrów w 1948, 1950 i 1954.
Rekordy życiowe:
- bieg na 1500 metrów – 3:39,4 (1953)
- bieg na 3000 metrów – 8:13,4 (1951)
- bieg na 5000 metrów – 14:15,0 (14 sierpnia 1952, Sztokholm)
- bieg na 10 000 metrów – 29:46,0 (14 października 1951, Uppsala)